# Tourisme dans la Loire-Atlantique
Le département français de la Loire-Atlantique constitue la 6e destination touristique des Français avec 24,5 millions de nuitées. L'industrie touristique fournit de l'emploi à 20 000 personnes,. Selon le recensement général de la population du 1er janvier 2008, 11,0 % des logements disponibles dans le département étaient des résidences secondaires.

## Le poids du littoral
Son littoral est parsemé de villes qui sont autant de stations balnéaires comme La Baule-Escoublac, Pornic, Saint-Brevin-les-Pins, etc. et qui attirent l'essentiel des vacanciers. Ainsi, en période estivale on observe dans ces communes une augmentation très sensible de la population, une hausse due notamment à la présence de la plupart des  résidences secondaires du département. 
Le tableau suivant indique, au 1er janvier 2008, les principales communes de la Loire-Atlantique dont les résidences secondaires et occasionnelles dépassent 10 % des logements totaux (moyenne départementale). Il est à noter que de toutes les communes qui y sont citées, seules les quatre dernières ne sont pas des communes côtières.
| Commune                | Population SDC | Nombre de logements | Résidences secondaires | % résidences secondaires |
| ---------------------- | -------------- | ------------------- | ---------------------- | ------------------------ |
| Piriac-sur-Mer         | 2 279          | 4 416               | 3 325                  | 75,29 %                  |
| Préfailles             | 1 231          | 2 091               | 1 464                  | 70,00 %                  |
| Mesquer                | 1 694          | 2 728               | 1 888                  | 69,22 %                  |
| La Bernerie-en-Retz    | 2 519          | 3 444               | 2 171                  | 63,04 %                  |
| Les Moutiers-en-Retz   | 1 240          | 1 553               | 961                    | 61,88 %                  |
| Le Croisic             | 4 073          | 5 364               | 3 196                  | 59,58 %                  |
| Batz-sur-Mer           | 3 132          | 3 882               | 2 313                  | 59,58 %                  |
| Saint-Michel-Chef-Chef | 4 364          | 5 172               | 3 034                  | 58,66 %                  |
| La Plaine-sur-Mer      | 3 747          | 4 136               | 2 415                  | 58,39 %                  |
| La Baule-Escoublac     | 16 731         | 21 616              | 12 488                 | 57,77 %                  |
| Le Pouliguen           | 5 088          | 6 251               | 3 606                  | 57,69 %                  |
| La Turballe            | 4 448          | 4 916               | 2 704                  | 55,01 %                  |
| Pornichet              | 10 502         | 11 435              | 6 201                  | 54,23 %                  |
| Assérac                | 1 757          | 1 617               | 785                    | 48,56 %                  |
| Pornic                 | 13 965         | 11 236              | 4 644                  | 41,33 %                  |
| Saint-Brevin-les-Pins  | 12 294         | 9 205               | 3 733                  | 40,56 %                  |
| Bourgneuf-en-Retz      | 3 232          | 1 828               | 458                    | 25,08 %                  |
| Guérande               | 15 228         | 7 736               | 1 217                  | 15,73 %                  |
| Guenrouet              | 2 860          | 1 550               | 237                    | 15,32 %                  |
| Saint-André-des-Eaux   | 5 228          | 2 252               | 262                    | 11,64 %                  |
| Plessé                 | 4 329          | 2 110               | 233                    | 11,07 %                  |
| Missillac              | 4 717          | 2 201               | 228                    | 10,34 %                  |

Sources : Source INSEE.